# جوي هاريس
سيكانا جوي هاريس (11 ديسمبر 1976 - 14 أغسطس 2017) كانت متسابقة أمريكية على الطرق والدراجات النارية. و أول امرأة أمريكية من أصل أفريقي مرخصة كمتسابقة للدراجات النارية، وتسابق باحتراف منذ عام 2014، بينما بدأت ركوب الدراجات النارية في عام 2009. قُتلت أثناء تصوير حيلة دراجة نارية، بدور «دومينو» بالفيلم ديدبول 2، عندما تحطمت الدراجة التي كانت تستقلها بالقرب من برج شو.

## روابط خارجية
- جوي هاريس على موقع IMDb (الإنجليزية)
- جوي هاريس على موقع قاعدة بيانات الفيلم (الإنجليزية)